# Sambhalka
Sambhalka é uma vila no distrito de South West, no estado indiano de Deli.

## Demografia
Segundo o censo de 2001, Sambhalka tinha uma população de 11 064 habitantes. Os indivíduos do sexo masculino constituem 61% da população e os do sexo feminino 39%. Sambhalka tem uma taxa de literacia de 60%, superior à média nacional de 59,5%: a literacia no sexo masculino é de 68% e no sexo feminino é de 47%. Em Sambhalka, 18% da população está abaixo dos 6 anos de idade.